# Clavigeroniscus riquieri
Clavigeroniscus riquieri är en kräftdjursart som beskrevs av Arcangeli 1930. Clavigeroniscus riquieri ingår i släktet Clavigeroniscus och familjen Styloniscidae. Inga underarter finns listade i Catalogue of Life.